# Everett Ruess
Everett Ruess, né le 28 mars 1914 à Oakland et mort probablement en novembre 1934, est un artiste, poète et explorateur américain.

## Histoire
Explorant la Californie et les déserts du sud-ouest américain en solitaire, il a disparu en voyageant à travers une région éloignée de l'Utah. Sa disparition est un mystère qui a alimenté les spéculations.
En 2009, un squelette qui semblait être Everett Ruess a été retrouvé dans l'Utah. Les tests ADN effectués ont finalement démontré qu'il s'agissait des restes d'un Amérindien.

## Filmographie
- 2000 : Lost Forever Everett Ruess de Diane Orr